# فیلیپه بوردون
فیلیپه بوردون (انگلیسی: Filipe Bordon؛ زادهٔ ۲۴ ژوئن ۲۰۰۵) بازیکن فوتبال اهل برزیل است که در حال حاضر برای باشگاه فوتبال لاتزیو بازی می‌کند. 
وی همچنین در تیم ملی فوتبال زیر ۲۰ سال برزیل بازی کرده است.